# Rubén Michavila
Rubén Michavila Jover (n. 11 de mayo de 1970, Barcelona) jugador español de Waterpolo. Formó parte de la Selección española de waterpolo que ganó la medalla de plata en las olimpiadas de Barcelona en 1992.

## Clubs
- Club Natació Montjuïc ( España)
- Club Esportiu Mediterrani ( España)
- Club Natació Terrasa ( España)
- Club Natació Barcelona ( España)

## Palmarés
Como jugador de club
- 3 Ligas (1991, 1996 y 1997)
- 2 Copas del Rey (1991 y 1996)

Como jugador de la selección española de waterpolo
- Oro en el Campeonato del Mundo de Perth en 1998
- Bronce en el Campeonato de Europa de Shefield en 1993
- Plata en los Juegos Olímpicos de Barcelona en 1992
- Plata en el Campeonato del Mundo de Perth en 1991
- Plata en el Campeonato de Europa de Atenas en 1991